# El disputado voto del señor Cayo
El disputado voto del señor Cayo est un roman écrit par Miguel Delibes (éd. Destino, Barcelone, 1978). Il a été adapté au cinéma par Antonio Giménez Rico en 1986.